# Valdis Muižnieks
Valdis Muižnieks (né le 22 février 1935 à Riga et mort le 29 novembre 2013, en URSS) est un joueur soviétique de basket-ball.

## Biographie
Valdis Muižnieks joue à l'ASK Riga entre 1954 et 1964, gagnant 3 coupes d'Europe des clubs champions (1958, 1959, 1960) et 4 titres de champions d'URSS (1955, 1956, 1957, 1958). Il évolue également au VEF Riga entre 1964 et 1969.
International soviétique, Valdis Muižnieks remporte trois médailles d'or aux championnats d'Europe 1957, 1959 et 1961 et trois médailles d'argent aux Jeux olympiques de 1956, 1960 et 1964.
En 2006, les lecteurs du journal russe Sport-Express le classent au dixième rang des meilleurs arrières soviétiques et russes de l'histoire.